# خودهمانندی

منحنی کخ وقتی که بزرگنمایی می‌شود تکرار نامحدود از خود همانندی به همراه دارد.

در ریاضیات، شی خودهمانند یا دقیقاً یا تقریباً مشابه نسبت به بخشی از خودش است (بطور مثال: کل، شکل یکسانی همانند بخش یا بخشهای خودش دارد). بسیاری از اشیا در دنیای واقعی مانند خطوط ساحلی، از لحاظ آماری خود همانندهستند: بخشی از آنها ویژگیهای آماری یکسانی در بسیاری از مقیاسها نشان می‌دهد. خود همانندی ویژگی خاصی از فراکتال هاست.
ثابت در مقیاس یا مقیاس پایا شکل دقیقی از خود همانندی بطوریکه در هر بزرگنمایی تکیه کوچکتری از شی وجود دارد که بلحاظ هندسی همانند یا مشابه شکل کل است. در عوض یک طرف برفدانه کخ هم متقارن وهم مقیاس پایا است؛ آن می‌تواند بدون تغییر درشکل به طور پیوسته بزرگ شود.

## تعریف
یک فشرده فضای توپولوژی X خود همانند است اگر در آنجا یک مجموعه کراندار S وجود داشته باشد که مجموعه هم ریختهای نا پوشا را نشان دهد.{\displaystyle \{f_{s}\}_{s\in S}} که به ازای {\displaystyle X=\cup _{s\in S}f_{s}(X)} 
If {\displaystyle X\subset Y}، ما خود همانند X می‌نامیم اگر و فقط اگر نا تهی زیر مجموعه ای از Y باشد به طوری که معادله بالا برای 
{\displaystyle \{f_{s}\}_{s\in S}}. محفوظ باشد. ما داریم:
{\displaystyle {\mathfrak {L}}=(X,S,\{f_{s}\}_{s\in S})}
یک ساختار خود همانند . همریخت‌ها ممکن است تابع تکرار شونده، نتیجهٔ یک سیستم تابع تکرار شونده باشند. ترکیبی از توابع ساختار جبری یک مونوئید را ایجاد می‌کند.وقتی مجموعه S فقط دو عامل دارد مونوئید به عنوان مونوئید پویا معروف است. مونوئید پویا می‌تواند به صورت درخت دودویی نامتناهی نمایش داده شود؛ به طور کلی تر اگر مجموعه p ،S عامل داشته باشد، سپس مونوئید ممکن است به صورت درخت p-adic نمایش داده شود.

## مثالها

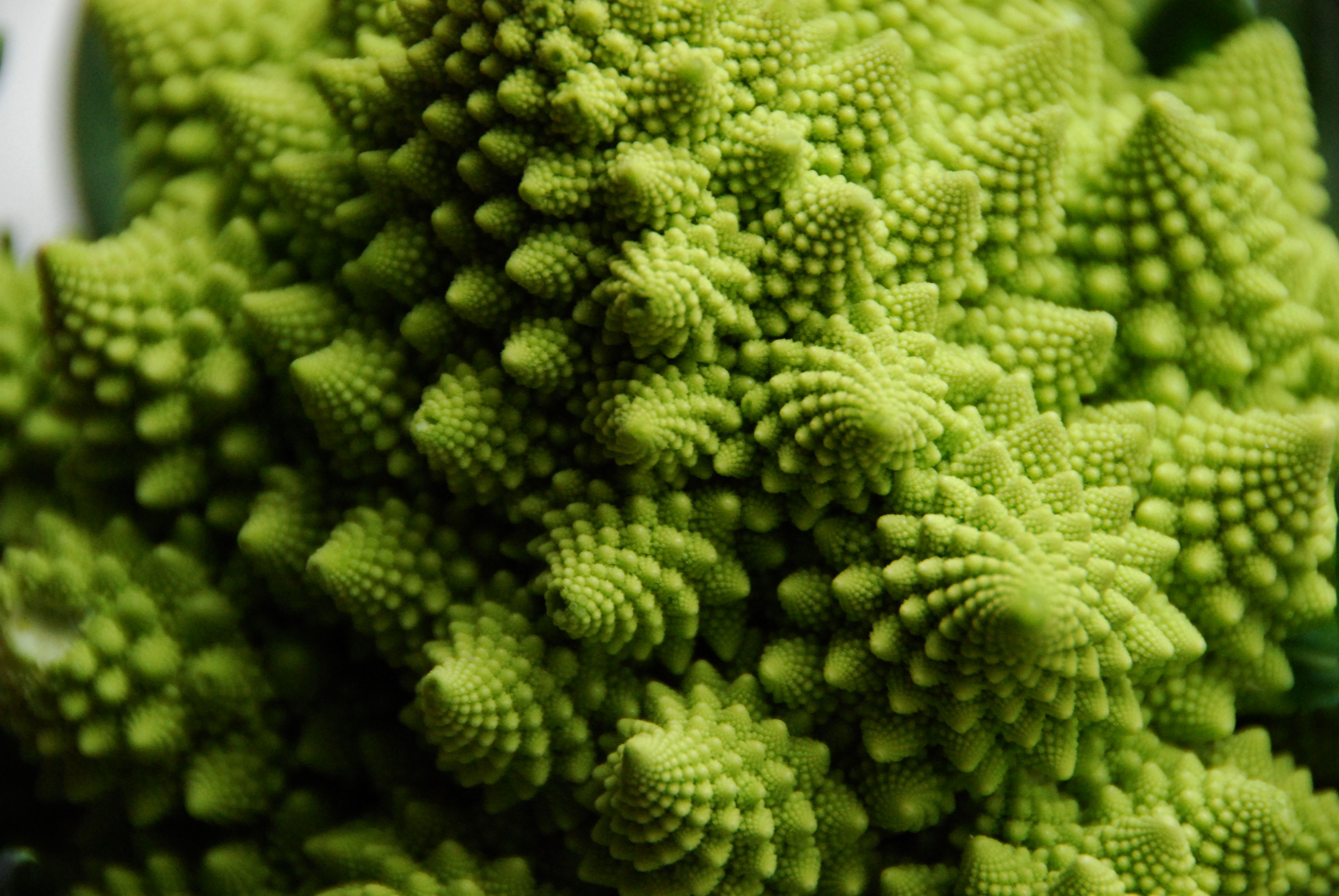
نمای نزدیک از گل کلم رومی.

خود همانندی در مجموعه مندل بروت که از طریق بزرگنمایی در عدد فایگنباوم در نقطه(1.401155189,0-)نشان داده می‌شود

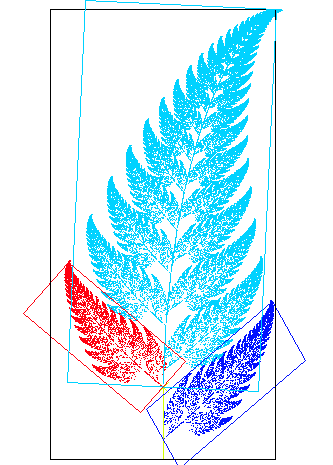
تصویری از سرخس که ناهمگرد را نشان می‌دهد

مجموعه مندلبروت حول نقاط میسیورویچ خود همانند است.
خود همانندی نتایج مهمی را جهت طراحی شبکه‌های کامپیوتری دارد، همچنین شبکه تیپیک ترافیک ویژگیهای خود همانندی دارد. به عنوان مثال در مهندسی ترافیک از راه دور، پکت سویچ شده الگوهای ترافیک داده‌ها بلحاظ آماری خود همانند به نظر می‌رسند. این ویژگی به این معنی است که استفاده از مدلهای ساده توزیع پواسن نادرستند.، و شبکه‌ها طراحی شده بدون در نظر گرفتن مقادیر خود همانندی تا حدی به صورت نا منتظره‌ای عمل می‌کنند.
همانندی، نوسانات بازار بورس به صورت نمایشی از خود همانندی تعریف می‌شوند. مثلاً آنها به صورت خود همانند ظاهر می‌شوند وقتی که از یک تبدیل ناهمگرد مخصوص جهت نمایش سطح جزیی تری جابجا می‌شوند.
خیلی از اشیای خود همانند طبیعی گیاهانند. تصویر سمت راست یک خود همانند است گرچه از لحظ ریاضی تولید شده. سرخسهای واقعی، تا حد زیادی به خود همانندی واقعی نزدیک ترند. گیاهان دیگر مثل گل کلم رومی تا حد زیادی خود همانندند.